# Rheinmetall TARES
Die Rheinmetall TARES (Tactical Advanced Recce Strike) war ein Projekt zur Entwicklung eines „Unmanned Combat Air Vehicle“ (UCAV) und Nachfolgeprogramm der Rheinmetall Taifun und basiert wie diese auf der KZO. Der Erstflug der TARES fand im Dezember 2004 statt. Nach einer Serie von Testflügen im September 2005, wurde die TARES in Zusammenarbeit mit Teledyne Brown Engineering der U.S. Army für das Future Combat Systems (FCS) Class III UAV angeboten. TARES wurde aber abgelehnt, woraufhin die Entwicklung eingestellt wurde.
TARES war eine relativ kleine Drohne mit einer Länge 2,30 m, einer Spannweite von 2,60 m und einer Höhe von 1,10 m. Mit einem Motor mit einer Leistung von 34 kW operierte die TARES mit einer Marschgeschwindigkeit von 180 km/h, die Höchstgeschwindigkeit sollte bei rund 500 km/h liegen. Mit einer Flugdauer von bis zu 4 Stunden sollte die TARES einen Einsatzradius von bis zu 200 km haben.